# You Fool No One
You Fool No One è un brano dei Deep Purple contenuto nell'album Burn del 1974.
La canzone è un pezzo rock con elementi di funk, costruito sul riff di Ritchie Blackmore e sul ritmo di Ian Paice: le voci armonizzate di David Coverdale e Glenn Hughes e l'organo di Jon Lord si inseriscono su questa base.

## Storia
La canzone è nata nelle sessioni di settembre 1973 al Clearwell Castle durante le quali il gruppo ha composto l'album Burn.
La canzone è rimasta nella scaletta dei concerti fino alla fine del 1975, ed è stata mantenuta anche nei concerti della formazione Mark IV.

## Cover
- I Whitesnake hanno riregistrato la canzone per il loro The Purple Album del 2015.